# Brian Dickson
Robert George Brian Dickson, PC, CC (* 25. Mai 1916 in Yorkton, Saskatchewan; † 17. Oktober 1998 in Ottawa; überwiegend Brian Dickson genannt) war ein kanadischer Richter. Er gehörte von 1973 bis 1990 dem Obersten Gerichtshof von Kanada an und war ab 1984 dessen Vorsitzender (Chief Justice).

## Biografie
Dicksons Familie, die von den Auswirkungen des Dust Bowl betroffen war, zog in seinen Jugendjahren nach Winnipeg. Dort studierte er Recht an der University of Manitoba. 1938 schloss er das Studium ab und arbeitete zunächst bei der Lebensversicherungsgesellschaft Great-West Life. Zwei Jahre später erhielt er die Zulassung als Rechtsanwalt und meldete sich freiwillig für den Militärdienst im Zweiten Weltkrieg. Während der Operation Overlord wurde er im August 1944 in der Nähe von Falaise versehentlich von eigenen Truppen beschossen („Friendly Fire“), woraufhin ihm das rechte Bein amputiert werden musste.
Nach seiner Rückkehr nach Winnipeg im Jahr 1945 schloss sich Dickson der Anwaltskanzlei Aikins, Loftus, MacAulay, Turner, Thompson & Tritschler an und wurde ein erfolgreicher Anwalt für Wirtschaftsrecht. Nebenbei lehrte er von 1948 bis 1954 an der University of Manitoba. 1963 wurde er an den Obersten Gerichtshof der Provinz Manitoba berufen. Premierminister Pierre Trudeau ernannte ihn am 26. März 1973 zum Richter am Obersten Gerichtshof von Kanada. Am 18. April 1984, drei Wochen nach dem Tod von Bora Laskin, folgte die Ernennung zum Chief Justice durch Premierminister Brian Mulroney. Nach der Einführung der Charta der Rechte und Freiheiten im Jahr 1982 trug Dickson entscheidend zu den ersten Standards bei der Auslegung im Bereich des Wirtschaftsrechts bei. Am 30. Juni 1990 trat er zurück.